# Zoo Chittagong

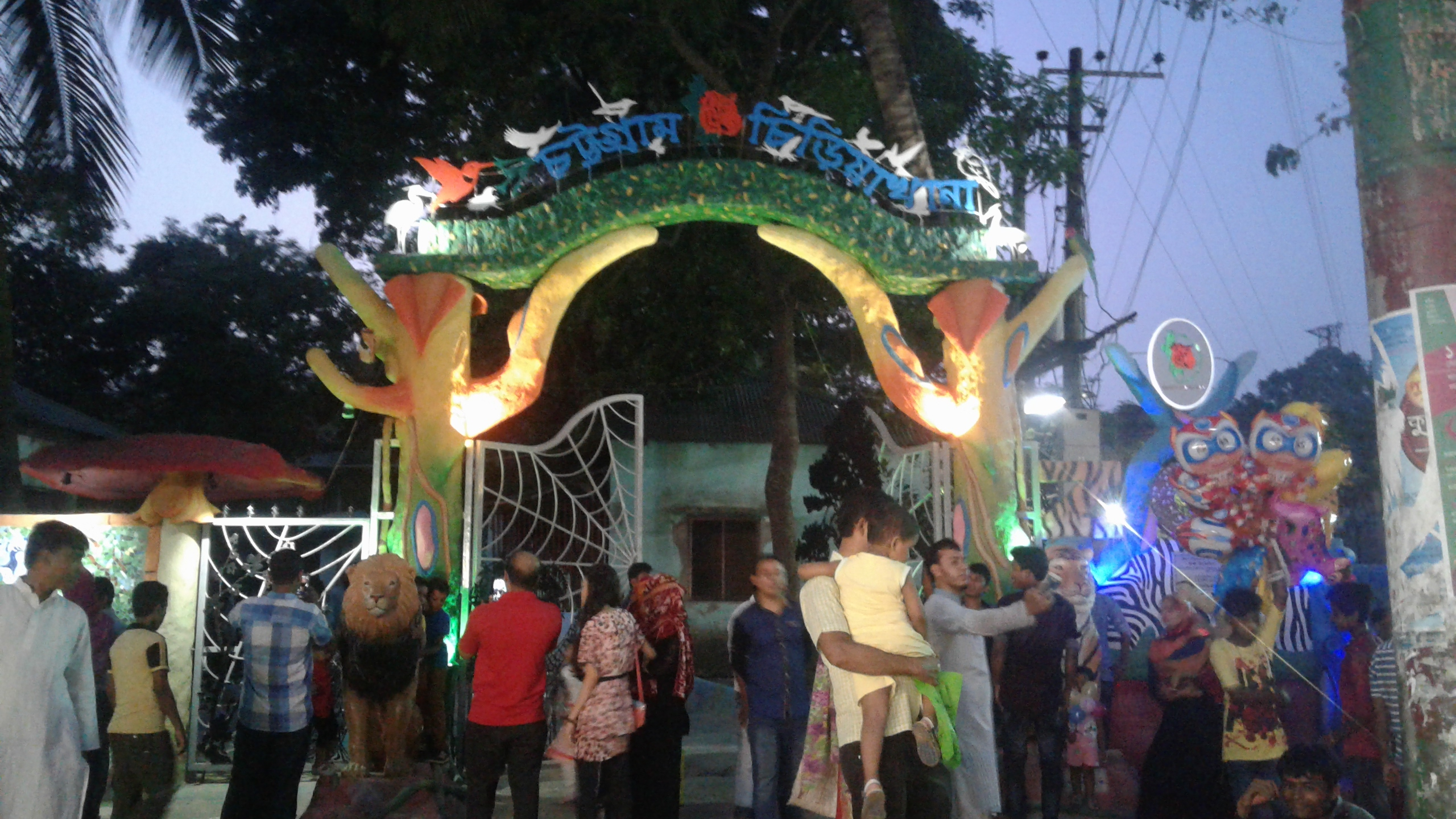
Eingang zum Zoo

Chittagong Zoo ist der Zoo der Stadt Chittagong in Bangladesch.

## Lage
Der Zoo liegt im Thana Khulshi etwa drei Kilometer nordöstlich des Stadtzentrums am Südrand von Foys See westlich des ebenfalls dort liegenden Vergnügungsparks. Auf dem Gelände des Tierparks ist auch eine Tierklinik untergebracht.

## Geschichte
Die Initiative, einen privaten Zoo einzurichten, ging auf den späteren Finanzminister Muhammad Abdul Mannan, den Deputy Commissioner des Distrikts Chittagong und prominente Personen der Stadt Chittagong zurück. Der Zoo sollte mehrere Zwecke erfüllen: Erhaltung, Forschung, Bildung und Erholung. Er steht unter dem Motto „Sichern einer besseren Welt für Tiere durch menschliches Verständnis“. Eröffnet wurde der Zoo am 28. Februar 1989.
Anfangs hatte das Gelände eine Fläche von etwa 1,2 Hektar (3 acres), und es wurden 22 Tiere aus fünf verschiedenen Tierarten gezeigt. Mittlerweile wurde das Gelände auf etwa 2 Hektar (5 acres) ausgedehnt, weitere Vergrößerungen der Fläche sind angestrebt.  Mit Stand Mai 2019 beherbergt der Zoo 300 Tiere aus 53 Tierarten, darunter 25 Säugetierarten, 4 Reptilienarten und 24 Vogelarten.

## Details
Das Gelände ist hügelig mit sanften Steigungen. Der Eingang zu dem Gelände liegt gegenüber dem zur Foy’s Lake Amusement World. Die Tiere werden überwiegend in Käfigen gehalten.

## Tierarten

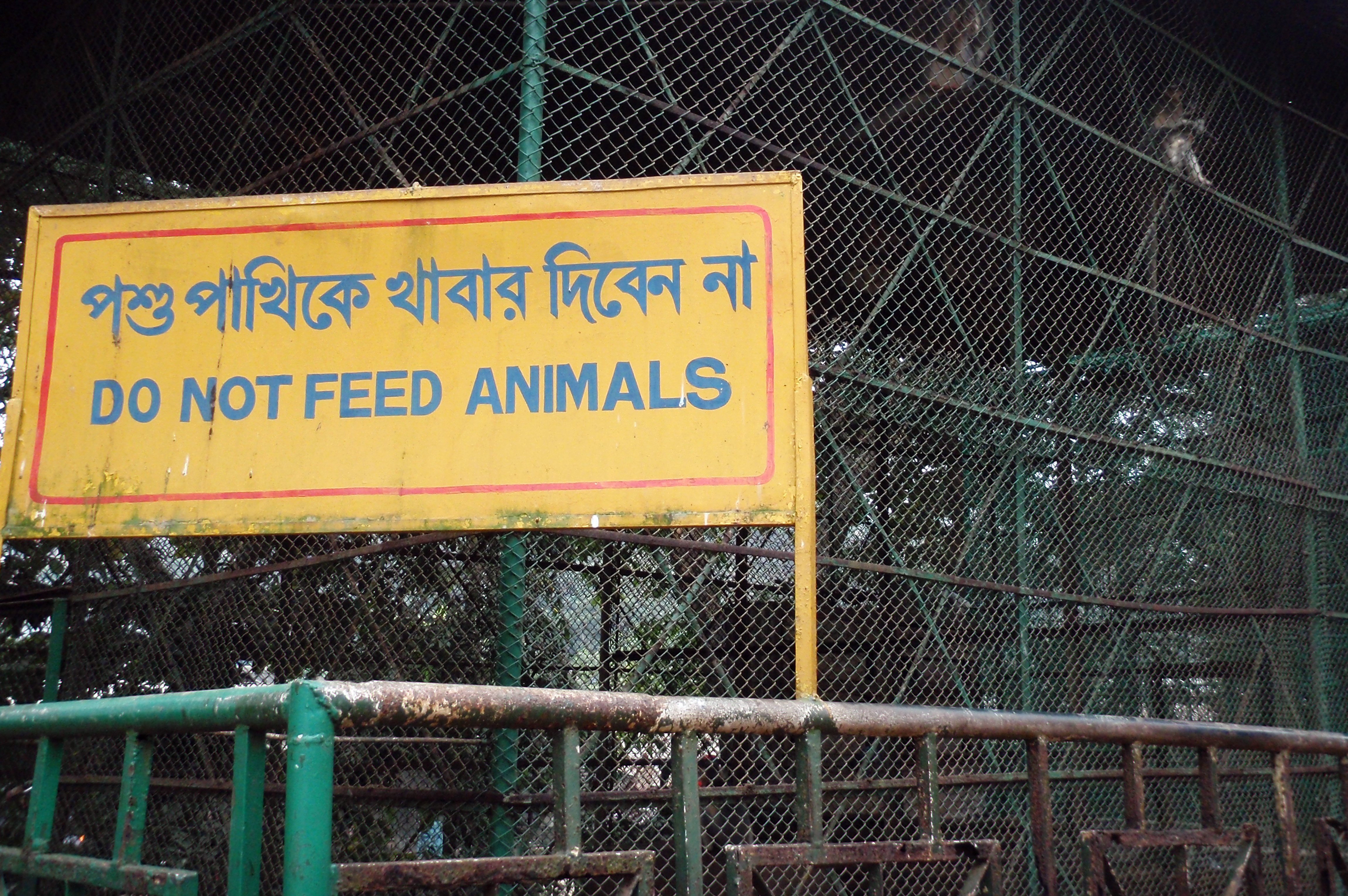
Affenkäfig

Zu den im Zoo von Chittagong vertretenen Tierarten zählen mit Stand Mai 2019:
SäugetiereKönigstiger (Panthera tigris tigris), Indischer Löwe (Panthera leo persica), Fischkatze (Prionailurus viverrinus), Indische Zibetkatze (Viverra zibetha), Bengalfuchs (Vulpes bengalensis), Bengalkatze (Prionailurus bengalensis), Rohrkatze (Felis chaus), Kragenbär (Ursus thibetanus), Indischer Mungo (Herpestes edwardsi), Rottweiler (Canis lupus familiaris), Deutscher Schäferhund (Canis lupus familiaris), Deutscher Brauner Spitz (Canis lupus familiaris), Fleckenmusang (Paradoxurus hermaphroditus), Bengalischer Plumplori (Nycticebus bengalensis), Nördlicher Schweinsaffe (Macaca leonina), Rhesusaffe (Macaca mulatta), Westlicher Weißbrauengibbon (Hoolock hoolock), Kappenlangur (Trachypithecus pileatus), Indisches Weißschwanz-Stachelschwein (Hystrix indica), Axishirsch (Axis axis), Indischer Muntjak (Muntiacus muntjak), Sambar (Rusa unicolor), Gaur (Bos frontalis), Steppenzebra (Equus quagga), Hauspferd (Equus ferus caballus)
ReptilienTigerpython (Python molurus), Sumpfkrokodil (Crocodylus palustris), Gelbkopfschildkröte (Indotestudo elongata), Dunkle Weichschildkröte (Nilssonia nigricans)
VögelBlauer Pfau (Pavo cristatus), Doppelhornvogel (Buceros bicornis), Tauben (Columbidae), Truthuhn (Meleagris gallopavo), Helmperlhuhn (Numida meleagris), Afrikanischer Strauß (Struthio camelus), Orienthornvogel (Anthracoceros albirostris), Gänsegeier (Gyps fulvus), Sunda-Marabu (Leptoptilos javanicus), Schwarzmilan (Milvus migrans govinda), Bindenseeadler (Haliaeetus leucoryphus), Brahmanenmilan (Haliastur indus), Seidenreiher (Egretta garzetta), Kuhreiher (Bubulcus ibis), Nachtreiher (Nycticorax nycticorax), Paddyreiher (Ardeola grayii), Kleinscharbe (Microcarbo niger), Alexandersittich (Psittacula eupatria), Halsbandsittich (Psittacula krameri), Bartsittich (Psittacula alexandri), Orientturteltaube (Streptopelia orientalis), Hirtenmaina (Acridotheres tristis), Indischer Koel (Eudynamys scolopaceus), Bankivahuhn (Gallus gallus)

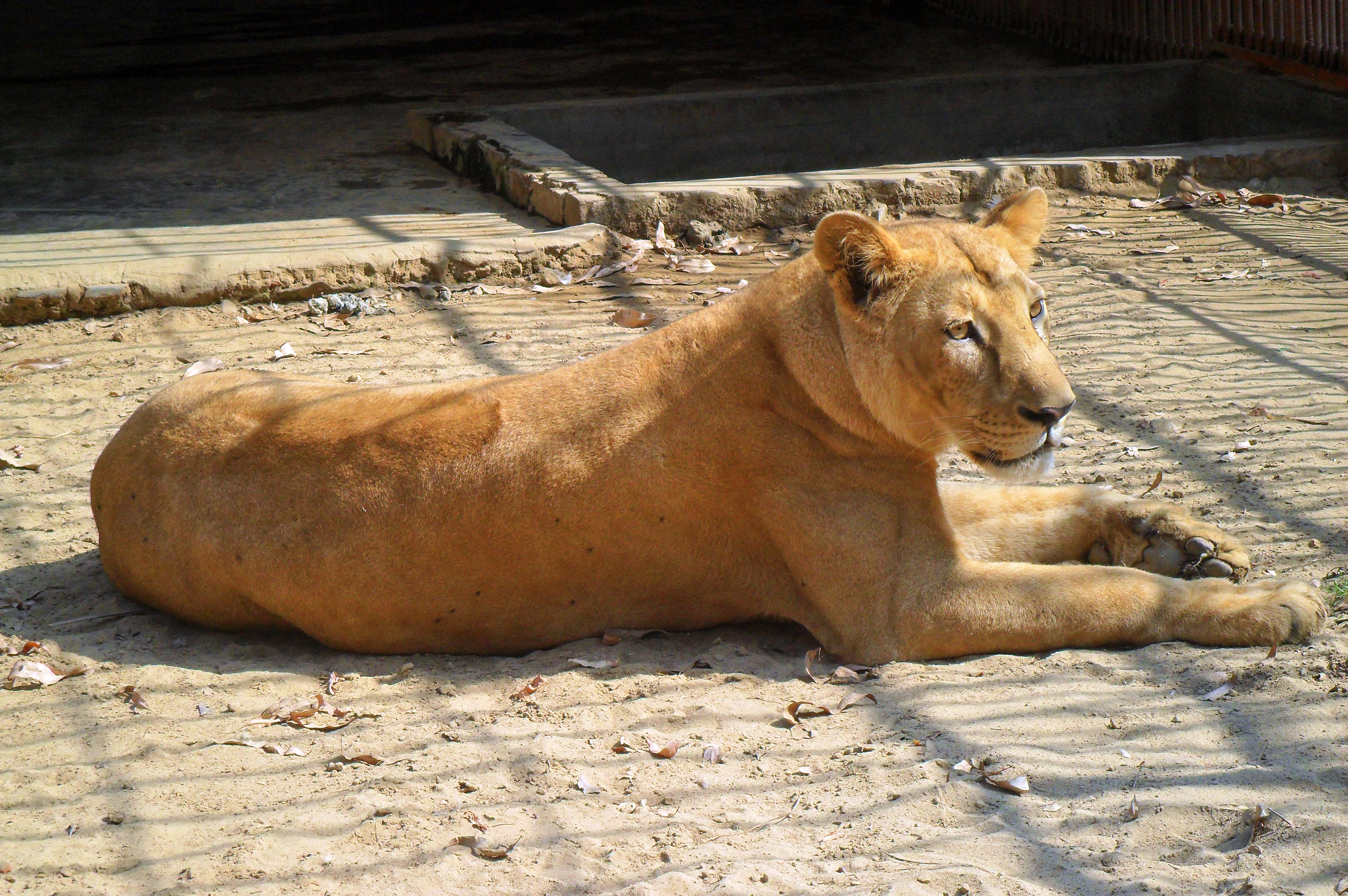
Indischer Löwe
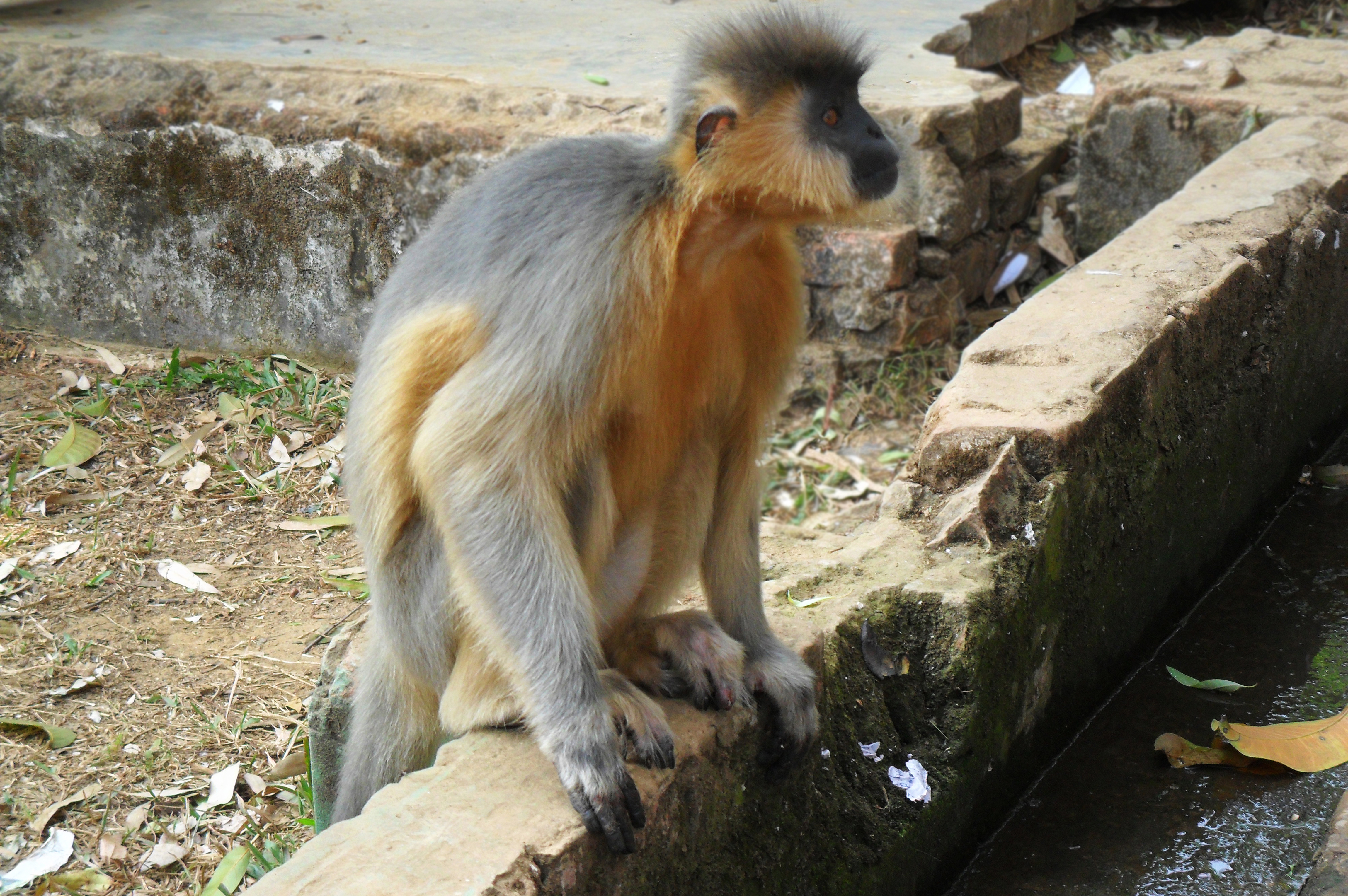
Kappenlangur
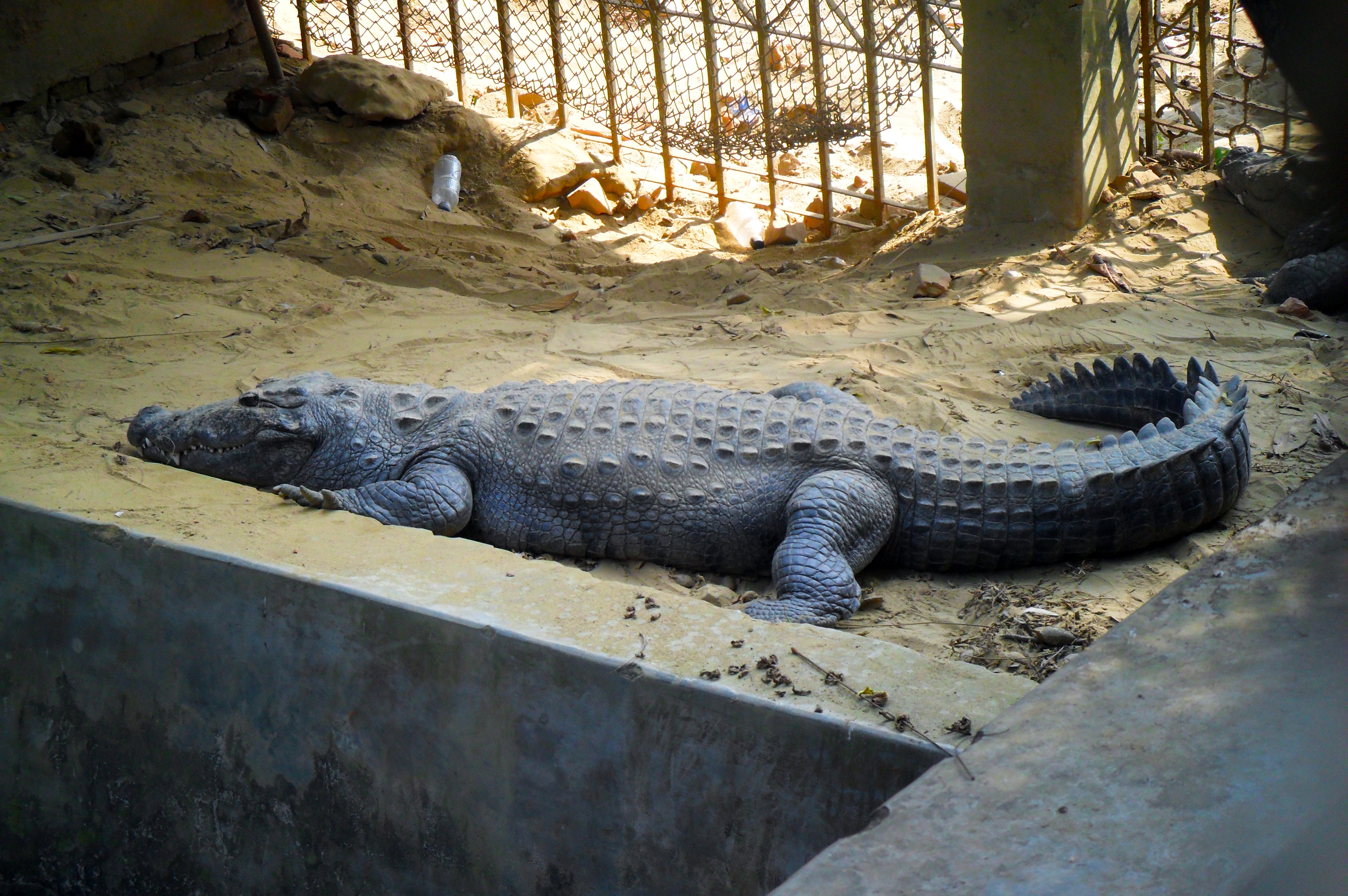
Sumpfkrokodil
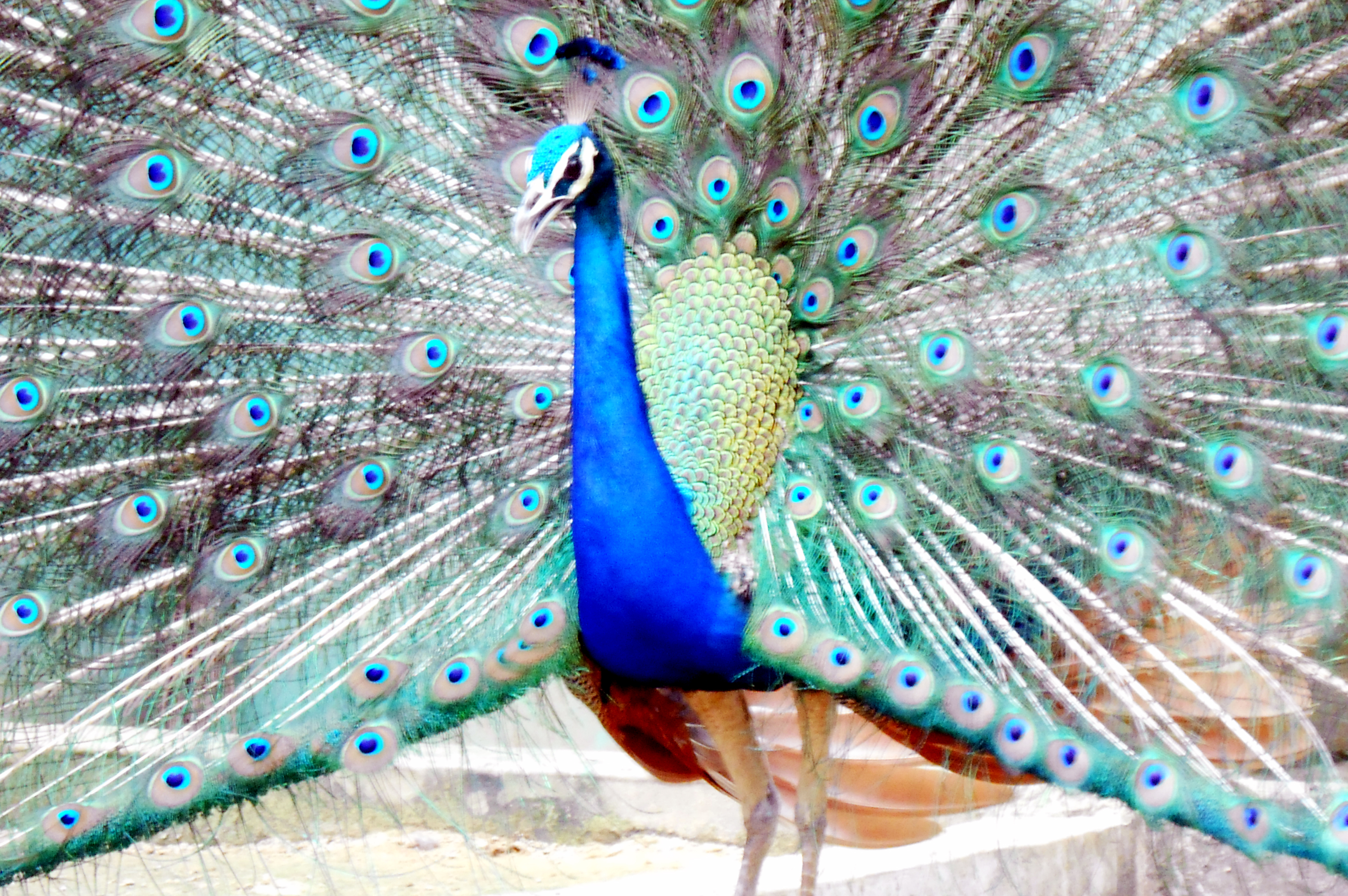
Blauer Pfau
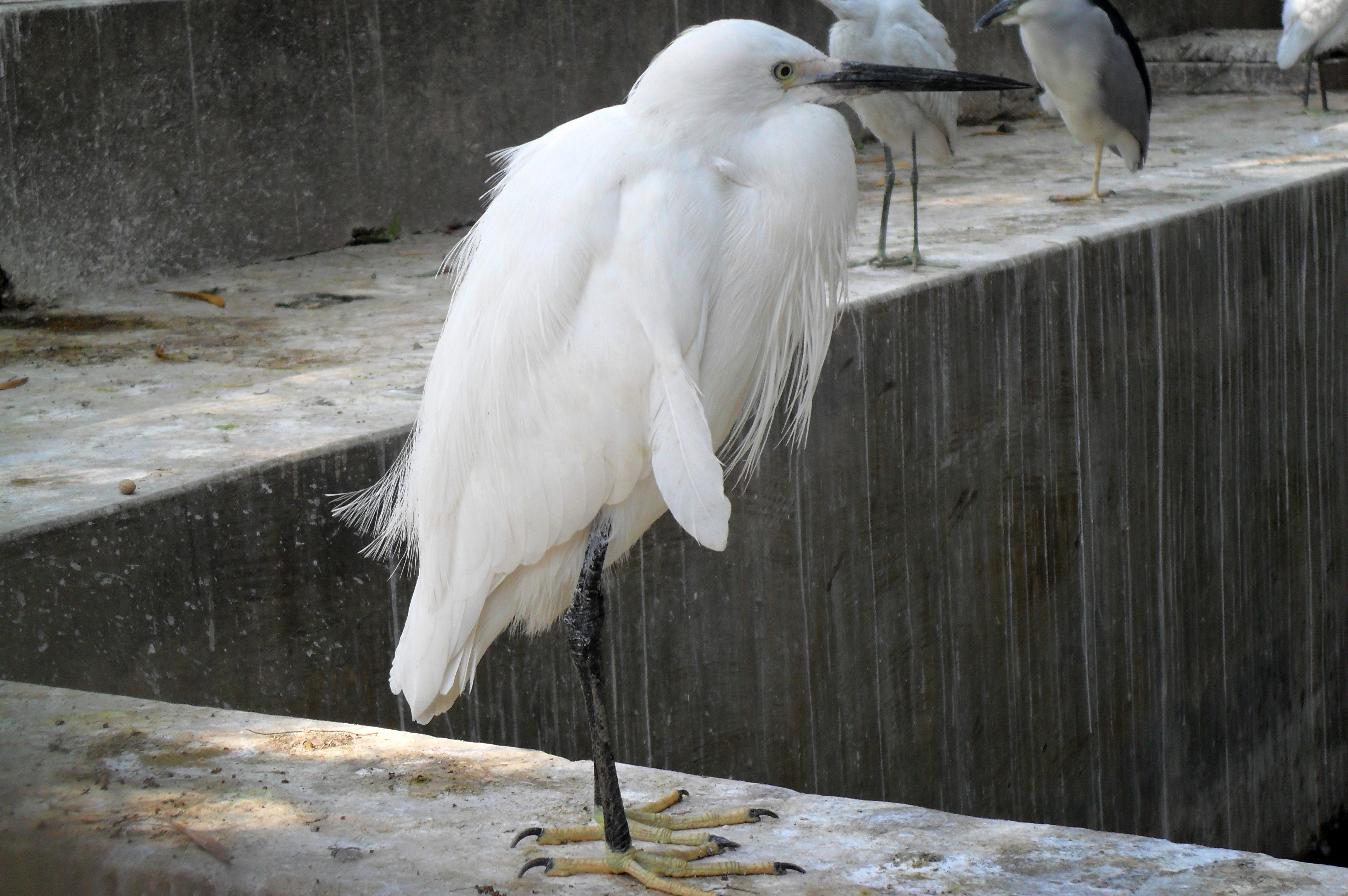
Riffreiher